# Conexão de Galois
Em matemática, especialmente na teoria da ordem, a Conexão de Galois é uma correspondência particular entre dois conjuntos parcialmente ordenados (abreviado "poset" em inglês). Conexões de Galois generalizam a correspondência entre subgrupos e subcorpos investigados na Teoria de Galois. Elas tem aplicação em várias teorias matemáticas.
Uma Conexão de Galois é bem mais fraca que um isomorfismo entre os conjuntos parcialmente ordenados envolvidos, mas cada Conexão de Galois dá origem a um isomorfismo de certos sub-posets.
Assim como a Teoria de Galois, Conexões de Galois foram nomeadas numa referência ao matemático francês Évariste Galois.